# M・E・クリフトン・ジェームズ

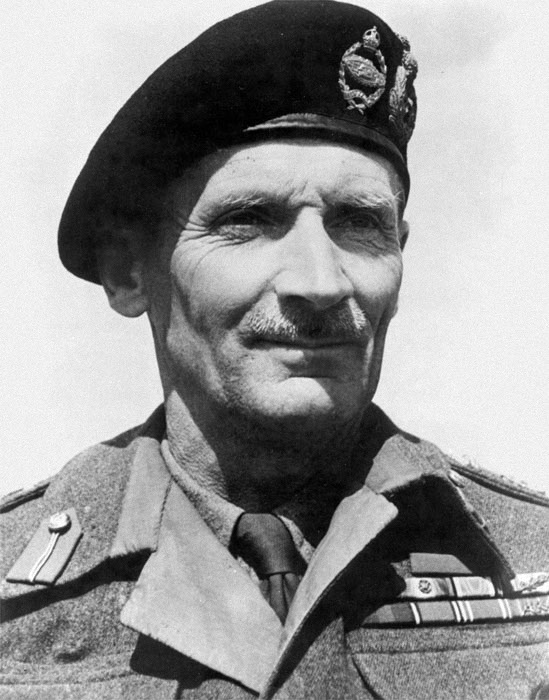
バーナード・モントゴメリー元帥

メイリック・エドワード・クリフトン・ジェームズ（Meyrick Edward Clifton James, 1898年 - 1963年5月8日）は、イギリスの軍人、俳優。バーナード・モントゴメリー元帥とよく似た風貌をしており、第二次世界大戦中にはMI5の秘密作戦に参加した。

## 経歴
1898年、西オーストラリア州パースにて、役人だった父ジョン・チャールズ・ホージー・ジェームズと母レベッカ・キャサリン・クリフトン(Rebecca Catherine Clifton)の元、7人兄弟の末子として生を受ける。
第一次世界大戦ではロイヤル・フュージリアーズ（シティ・オブ・ロンドン連隊）の一員として従軍し、ソンムの戦いにも参加した。戦後、クリフトン・ジェームズは俳優の道を選ぶ。第二次世界大戦が始まると、彼は慰問のための芸人として陸軍に再志願した。当初は国民娯楽協会(ENSA)に配属されていたが、1940年7月11日から少尉として陸軍会計隊(RAPC)に配属され、レスターにて勤務した。この時期、彼は会計隊付の演劇部および娯楽班で活動した。
1946年6月には陸軍を除隊するが、伝えられるところによれば以後しばらくは俳優としての仕事が中々見つからず、ロンドンに暮らす妻と2人の子供のために失業保険を申請しなければならなかったという。
1963年5月8日、ワージングのソーン通りにあった自宅にて65歳で死去。1963年5月9日付のデイリー・メール紙では、モントゴメリー元帥自身がクリフトン・ジェームズの事を回想して次のように語っている。

彼は友人ではなかった。1度しか会ったことがない。無論、彼のほうは私を十分に観察していただろうが。彼はまったく、まったく素晴らしい仕事をしてくれた。大戦中の極めて重要な時期にドイツ人を騙したのだ。彼が亡くなったと聞いて、本当に悲しく思っている。

### コッパーヘッド作戦
1944年、ノルマンディー上陸作戦決行（D-Day）の7週間前、新聞を読み返していた連合軍の欺瞞作戦担当部局であるOps (B)局長J・V・B・ジャービス・リード中佐は偶然ジェームズの写真を見つけ、彼がバーナード・モントゴメリー元帥とよく似ていることに気づいた。この情報を受け、MI5では彼を欺瞞作戦に利用することを計画したのである。ジェームズは陸軍映画班に勤務していたデヴィッド・ニーヴン中佐から、新しい映画に出演してもらいたいのでロンドンまで出頭するようにと連絡を受けた。この作戦は北フランスからドイツ軍の戦力を移動させることを目的としたより大きな欺瞞作戦の一環として展開された。
作戦には「コッパーヘッド作戦」（Operation Copperhead, 「マムシ作戦」）のコードネームが与えられた。ジェームズはモントゴメリー元帥の幕僚たる肩書きが与えられ、元帥の話し方や癖、振る舞いなどを学ぶように命じられた。全く酒を飲まないモントゴメリーと対照的にジェームズは大酒飲みで、性格も全く異なっていたものの、コッパーヘッド作戦は継続された。ジェームズは作戦の一環として禁酒だけではなく禁煙も強いられ、また第一次世界大戦の戦傷で左手中指を失っていた為に義指が与えられた。
1944年5月25日、ジェームズはノーソルト空軍基地からチャーチル首相の個人所有機に乗り込み、ジブラルタルへと飛んだ。そして元帥に扮したジェームズはジブラルタル総督官邸にて第303計画(Plan 303)と称される南仏侵攻計画について話し合った。直後、ドイツ側では第303計画に関する情報を得て、現地のエージェントに調査を命じている。さらにジェームズはアルジェに飛び、地中海戦線の連合軍司令官ヘンリー・メイトランド・ウィルソン将軍と公の場で複数回接触した。その後、彼は秘密裏にカイロへと送られ、ノルマンディー上陸作戦に向けた準備が進められている間はそこで過ごした。作戦開始から5週間後、ジェームズは会計隊の職務に復帰した。
早期の作戦終了の理由については様々な推測が成されているが（例えばジェームズがジブラルタルで飲酒・喫煙を行なっていたのを目撃されたなど）、最も説得力があるのは自らも欺瞞作戦に従事していたデニス・ウィートリーの説明である。彼は1980年代に発表した著書『The Deception Planners』の中でコッパーヘッド作戦に触れ、目的は達成され、作戦自体は成功したとしている。一方、作戦終了のきっかけは粗末なもので、つまりジェームズがアルジェのホテルで中隊向けのウィスキーのボトルを隠し持っていたことであったと説明している。また同書によれば、ジェームズは会計隊復帰後も5週間もの間「行方不明」となっていた理由について説明することができず、彼の軍歴に大きな傷が残る結果となった。

### I Was Monty's Double
1954年、ジェームズは作戦の回想録『I Was Monty's Double』（「私はモンティの影武者」、米題：The Counterfeit General Montgomery, 「偽のモントゴメリー将軍」）を発表した。1958年には同題で映画化され、ジョン・ミルズとセシル・パーカーが主演し、またジェームズも自身およびモントゴメリー元帥役として出演している。この脚本は史実を元としながらもコメディやアクションなどの要素で脚色が加えられており、作戦名もハムボーン作戦（Operation Hambone, 「骨付きハム作戦」）のコードネームで呼ばれている。